# Akebija
Akebija (lat. Akebia), rod grmastih povijuša iz porodice Lardizabalaceae. Postoji nekoliko vrsta iz istočne Kine, poluotoka Koreje i Japana.

## Vrste
1. Akebia apetala (Quan Xia, J.Z.Sun & Z.X.Peng) Christenh.
2. Akebia longeracemosa Matsum.
3. Akebia longisepala (H.N.Qin) Christenh.
4. Akebia × pentaphylla (Makino) Makino
5. Akebia quinata (Thunb. ex Houtt.) Decne.
6. Akebia trifoliata (Thunb.) Koidz.

## Vanjske poveznice
|  | Zajednički poslužitelj ima još gradiva o temi Akebia |
|  | Wikivrste imaju podatke o taksonu Akebia             |